# Sambische Badmintonmeisterschaft 1970
Die Sambische Badmintonmeisterschaft 1970 fand in Kitwe statt. Merle Moult und Andrew McFee gewannen je zwei Titel. Nachdem es bereits Ende der 1940er Jahre koloniale Titelkämpfe als Nordrhodesische Badmintonmeisterschaften gab, war dies die erste Auflage der Meisterschaft im unabhängigen Sambia.

## Titelträger
| Disziplin    | Sieger                       |
| ------------ | ---------------------------- |
| Herreneinzel | Andrew McFee                 |
| Dameneinzel  | Merle Moult                  |
| Herrendoppel | Andrew McFee Surin Parulekar |
| Damendoppel  | Ida Buck I. Leys             |
| Mixed        | Surin Parulekar Merle Moult  |